# Role playing
Il role playing è uno strumento psicoterapico di diversi orientamenti (psicodramma, gestalt, psicoanalisi, cognitivo-comportamentale)  utilizzato di solito in gruppo per insegnare al paziente a potenziare abilità sociali che risultino carenti o del tutto assenti nel repertorio del suo comportamento interpersonale. Con questo strumento si possono modificare o formare atteggiamenti o capacità relazionali come per esempio l'assertività.
A tal fine viene realizzata una simulazione recitativa durante la quale il paziente verrà aiutato ad assumere un ruolo tale che gli consentirà di affrontare la difficoltà posta dalla situazione problematica lamentata, mettendo in atto i comportamenti comunicativi adeguati alla situazione simulata.
La tecnica fu introdotta da Jacob Levi Moreno, che nel 1934 coniò il termine "Role play".